# Черки-Дюртиле
Черки́-Дюртиле́ (тат. Каенлык) — село в Буинском районе Республики Татарстан, в составе Большефроловского сельского поселения.

## Этимология названия
Татарский вариант топонима произошёл от слова «каенлык» (березняк, берёзовый лес, берёзовая роща).

## География
Село находится на реке Иныш, в 16 км к северу от районного центра, города Буинска.

## История
Основание села Черки-Дюртиле (также было известно под названием Малые Чирки) произошло не позднее второй половины XVII века.
В сословном отношении, в XVIII столетии и вплоть до 1860-х годов жителей села причисляли к государственным крестьянам. Их основными занятиями в то время были земледелие, скотоводство.
В «Списке населенных мест по сведениям 1859 года», изданном в 1866 году, населённый пункт упомянут как казённая деревня Чирки Дюртиле (Кайнык) 2-го стана Тетюшского уезда Казанской губернии. Располагалась при речке Чиркове, по правую сторону тракта в Буинск, в 35 верстах от уездного города Тетюши и в 15 верстах от становой квартиры во владельческом селе Знаменское (Чипчаги). В деревне в 127 дворах жили 716 человек (311 мужчин и 405 женщин). Была мечеть.
По сведениям из первоисточников, в начале XX столетия в селе действовали мечеть, медресе.
С 1930-х годов в селе работали коллективные сельскохозяйственные предприятия, с 2015 года — сельскохозяйственные предприятия в форме ООО. С 1954 года в селе действует клуб.
Административно, до 1920 года село относилось к Тетюшскому уезду Казанской губернии, с 1920 года — к кантонам ТАССР, с 1930 года — к Буинскому району Татарстана.

## Население
| 2015 |
| ---- |
| 189  |

Динамика
По данным переписей, население села увеличивалось со  113 душ мужского пола в 1782 году до 1456 человек в 1920 году. В последующие годы численность населения села уменьшалась и в 2015 году составила 189 человек.
Национальный состав
Согласно результатам переписи 2002 года, в национальной структуре населения села татары составляли 100% из 271 человека.

## Экономика
Жители работают преимущественно в ООО «Ак Барс Буинск», занимаются полеводством, мясо-молочным скотоводством.

## Социальные объекты
В селе действуют дом культуры, библиотека, фельдшерско-акушерский пункт.

## Религиозные объекты
Мечеть (с 1992 года).

## Известные уроженцы
Г. Т. Салеева (р. 1968) – стоматолог, доктор медицинских наук.